# Joel Eriksson Ek
Joel Clas Eriksson Ek, född 29 januari 1997 i Karlstad, är en svensk ishockeyspelare som spelar för Minnesota Wild i NHL. Han är son till den före detta ishockeyspelaren Clas Eriksson och Anna Ek.

## Spelarkarriär
I januari 2015 skrev han på ett treårskontrakt med Färjestad BK. Säsongen 2014/2015 spelade han sammanlagt 34 SHL-matcher och svarade för 6 poäng (varav 4 mål).
Eriksson Ek valdes i första rundan som 20:e spelaren totalt i NHL Entry Draft 2015 av Minnesota Wild.
Han blev under säsongen 2015/2016 tillsammans med Oskar Steen och Rasmus Asplund uppmärksammad för den så kallade "Knattekedjan" för deras imponerande spel i SHL trots deras samtliga unga ålder.
Säsongen 2016/2017 spelade han totalt 9 matcher för Minnesota Wild i NHL och svarade för 5 poäng (varav 2 mål). Han representerade även dess farmarlag Iowa Wild, för vilka han spelade 1 match och noterades för ett mål. Han blev senare under säsongen utlånad till Färjestad BK resten av säsongen.
Säsongen 2017/2018 noterades han för 16 poäng på 75 spelade NHL-matcher. Säsongen 2019/2020 svarade han för 29 poäng på 62 spelade matcher.

## Internationellt
Eriksson Ek var med och representerade Sverige i VM 2017, där han vann VM-guld.